# 圣桑松 (卡尔瓦多斯省)
圣桑松（法語：Saint-Samson，法語發音：[sɛ̃ sɑ̃sɔ̃]）是法国卡尔瓦多斯省的一个市镇，位于该省中部偏东北，属于利雪区。

## 地理
圣桑松（49°11'4"N, 0°9'35"W）面积3.66 平方千米，位于法国诺曼底大区卡爾瓦多斯省，该省份为法国西北部沿海省份，北濒大西洋英吉利海峡，东北与滨海塞纳省以海上边界相接，东临厄尔省，南至奧恩省，西与芒什省接壤。
与圣桑松接壤的市镇（或旧市镇、城区）包括：巴瑟纳维尔、欧日地区奥托、圣皮埃尔迪容凯、特罗阿恩。

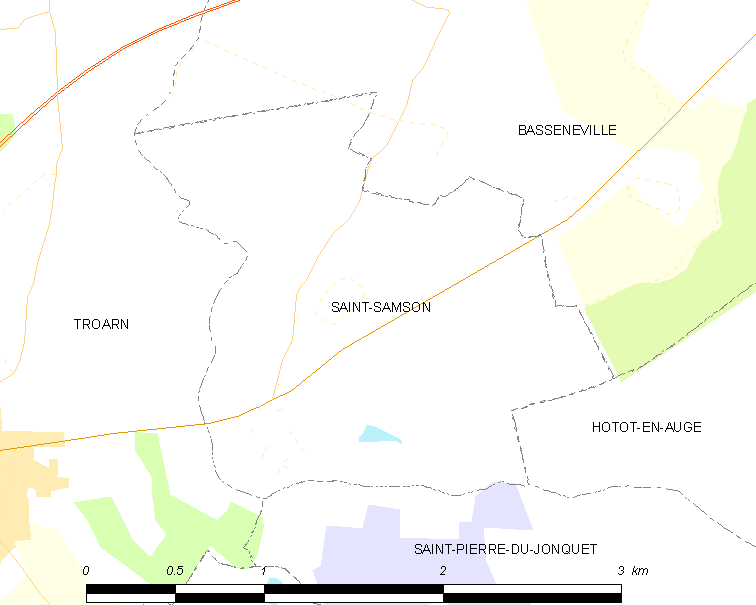
的OSM定位图

圣桑松的时区为UTC+01:00、UTC+02:00（夏令时）。

## 行政
圣桑松的邮政编码为14670，INSEE市镇编码为14657。

## 政治
圣桑松所属的省级选区为特罗阿恩县。

## 人口

1962-2008年间人口变化图示

圣桑松于2022年1月1日时的人口数量为313人。